# Primera División (Mexiko) 1997/98
Die Saison 1997/98 der mexikanischen Primera División, ein Fußballliga, war die zweite reguläre Spielzeit, in der zwei Meister ermittelt wurden und das auch in anderen Teilen Lateinamerikas übliche System der Apertura und Clausura eingeführt wurde. Bis zur Saison 2002/03, als die Umbenennung in Apertura (dt. Eröffnung) und Clausura (dt. Schließung) auch in Mexiko offiziell erfolgte, wurden das Hin- und Rückrundenturnier noch als Invierno (Winter) und Verano (Sommer) bezeichnet.
Wie in Mexiko bereits seit längerer Zeit üblich, wurde das Verfahren der Liguillas beibehalten, also der jeweilige Meister im Anschluss an die Punktspielrunde in einem K.O.-Verfahren ermittelt. Obwohl auch im mexikanischen Rundenturnier jeder gegen jeden spielt, war in vielen Spielzeiten die Meisterschaft in vier Gruppen unterteilt. In jener Saison nahmen 18 Mannschaften teil und daher bestanden die Gruppen 1 und 2 aus jeweils fünf, die Gruppen 3 und 4 aus jeweils vier Mannschaften. Weil im Winterturnier (Invierno 1997) auch der Zweitplatzierte mit der schlechtesten Punktzahl (Atlas und Toros Neza mit jeweils 23 Punkten) mehr Punkte erzielt hatte als der beste Gruppendritte (CF Monterrey mit 22), entfiel die als Repechaje bezeichnete Qualifikationsrunde, so dass alle Gruppensieger und Zweitplatzierte für das Viertelfinale qualifiziert waren. Im Sommerturnier (Verano 1998) dagegen mussten die beiden Gruppenzweiten mit den wenigsten Punkten (Toros Neza mit 14 und Puebla mit nur 18) in der Qualifikation gegen die beiden punktbesten Mannschaften antreten, die in einer anderen Gruppe einen schlechteren Rang belegt hatten. Dies waren der Drittplatzierte UAG Tecos und der Viertplatzierte Club América aus der Gruppe 4, die 30 bzw. 26 Punkte erzielt hatten.
Zu Saisonbeginn ersetzte der Aufsteiger UANL Tigres den Absteiger CF Pachuca, dem jedoch zur Saison 1998/99 der unmittelbare Wiederaufstieg gelang. Am Ende der Saison 1997/98 mussten sich die Tiburones Rojos Veracruz in die zweite Liga verabschieden.

## Kreuztabelle
Die Kreuztabelle stellt die Ergebnisse aller Spiele dieser Saison dar. Der Name der Heimmannschaft ist in der linken Spalte, ein Kürzel der Gastmannschaft in der oberen Zeile aufgelistet. Die Reihenfolge der Vereine bestimmt sich anhand der in dieser Saison erzielten Platzierung in der Gesamtsaisontabelle. Angaben zu den absolvierten Spielen (Sp.), Siegen (S), Unentschieden (U), Niederlagen (N) sowie des Torverhältnisses (Tore) und der erzielten Punkte befinden sich in den Feldern rechts neben der Kreuztabelle.
| 1997/98                  | CAZ | AME | ATE | ATS | TOL | NEC | MOR | LEO | GDL | NEZ | UAG | SAN | UNL | MTY | UNM | PUE | VER | CEL | Sp. | S  | U  | N  | Tore  | Punkte |
| ------------------------ | --- | --- | --- | --- | --- | --- | --- | --- | --- | --- | --- | --- | --- | --- | --- | --- | --- | --- | --- | -- | -- | -- | ----- | ------ |
| CD Cruz Azul             |     | 0:1 | 1:1 | 3:1 | 3:1 | 1:1 | 0:1 | 2:2 | 2:2 | 2:2 | 5:2 | 1:0 | 2:0 | 3:1 | 2:2 | 0:0 | 1:2 | 5:0 | 34  | 16 | 13 | 05 | 61:34 | 61     |
| Club América             | 1:1 |     | 1:1 | 0:2 | 4:2 | 2:0 | 1:1 | 2:3 | 0:0 | 1:1 | 0:1 | 2:1 | 3:1 | 1:0 | 1:3 | 4:0 | 5:2 | 1:0 | 34  | 15 | 10 | 09 | 54:41 | 55     |
| CF Atlante               | 2:2 | 2:1 |     | 2:0 | 2:2 | 0:3 | 1:1 | 3:1 | 1:0 | 2:1 | 2:0 | 1:0 | 2:0 | 1:0 | 2:3 | 2:2 | 1:0 | 0:0 | 34  | 13 | 14 | 07 | 45:35 | 53     |
| Atlas Guadalajara        | 1:2 | 1:1 | 1:0 |     | 1:1 | 1:2 | 4:2 | 2:3 | 3:2 | 3:1 | 1:1 | 1:1 | 2:0 | 2:1 | 4:1 | 2:1 | 2:0 | 2:0 | 34  | 15 | 08 | 11 | 57:49 | 53     |
| Deportivo Toluca         | 2:3 | 1:3 | 1:1 | 4:1 |     | 2:0 | 2:0 | 1:2 | 0:0 | 4:1 | 2:1 | 4:0 | 1:3 | 2:1 | 2:1 | 1:0 | 4:0 | 3:3 | 34  | 15 | 07 | 12 | 60:46 | 52     |
| Club Necaxa              | 1:3 | 2:2 | 2:2 | 3:3 | 1:1 |     | 2:0 | 2:0 | 0:1 | 1:2 | 1:2 | 3:0 | 4:0 | 4:0 | 2:2 | 5:2 | 1:1 | 2:1 | 34  | 14 | 08 | 12 | 57:49 | 50     |
| Atlético Morelia         | 2:1 | 1:2 | 2:2 | 4:3 | 1:0 | 2:1 |     | 1:1 | 1:0 | 3:0 | 0:0 | 6:3 | 0:0 | 2:1 | 0:0 | 1:0 | 1:1 | 3:2 | 34  | 12 | 13 | 09 | 51:49 | 49     |
| Club León                | 1:1 | 2:1 | 2:2 | 2:0 | 1:5 | 3:2 | 3:3 |     | 3:2 | 1:2 | 2:0 | 2:2 | 1:0 | 2:1 | 2:0 | 0:0 | 3:1 | 1:2 | 34  | 13 | 10 | 11 | 50:54 | 49     |
| CD Guadalajara           | 1:1 | 1:2 | 3:2 | 2:1 | 2:0 | 1:2 | 1:1 | 1:1 |     | 3:1 | 1:2 | 0:2 | 0:1 | 2:2 | 4:0 | 2:0 | 1:1 | 0:0 | 34  | 13 | 09 | 12 | 47:41 | 48     |
| Toros Neza               | 1:0 | 1:2 | 0:0 | 1:1 | 2:0 | 4:2 | 2:1 | 1:1 | 0:1 |     | 4:1 | 2:2 | 3:2 | 2:3 | 1:3 | 3:1 | 2:0 | 2:1 | 34  | 13 | 08 | 13 | 50:53 | 47     |
| Tecos UAG                | 0:2 | 0:0 | 1:0 | 1:2 | 1:2 | 2:3 | 3:1 | 1:0 | 2:3 | 1:0 |     | 1:2 | 0:0 | 1:0 | 2:2 | 3:2 | 1:1 | 3:4 | 34  | 12 | 10 | 12 | 42:48 | 46     |
| Santos Laguna            | 1:1 | 1:1 | 0:2 | 2:3 | 1:3 | 1:0 | 2:2 | 3:0 | 3:1 | 2:0 | 1:2 |     | 2:0 | 2:1 | 4:3 | 3:0 | 1:1 | 0:0 | 34  | 11 | 09 | 14 | 46:53 | 42     |
| UANL Tigres              | 0:1 | 3:1 | 0:3 | 0:2 | 0:3 | 2:0 | 2:0 | 2:1 | 1:2 | 3:0 | 1:1 | 1:0 |     | 1:0 | 2:4 | 1:1 | 2:1 | 1:1 | 34  | 12 | 05 | 17 | 35:48 | 41     |
| CF Monterrey             | 1:2 | 3:2 | 1:1 | 0:0 | 1:0 | 3:1 | 1:1 | 0:0 | 2:1 | 1:1 | 0:1 | 2:1 | 2:3 |     | 3:1 | 2:1 | 2:2 | 1:1 | 34  | 10 | 10 | 14 | 42:47 | 40     |
| UNAM Pumas               | 2:2 | 1:2 | 1:0 | 1:1 | 0:1 | 0:1 | 1:1 | 3:1 | 0:1 | 1:2 | 1:1 | 0:1 | 2:0 | 1:3 |     | 0:2 | 1:1 | 3:1 | 34  | 09 | 10 | 15 | 49:58 | 37     |
| Puebla FC                | 1:1 | 1:3 | 1:1 | 1:2 | 3:1 | 0:1 | 5:3 | 1:0 | 3:2 | 2:4 | 1:1 | 1:1 | 2:1 | 1:1 | 3:2 |     | 1:0 | 2:1 | 34  | 09 | 10 | 15 | 43:57 | 37     |
| Tiburones Rojos Veracruz | 0:2 | 1:0 | 2:2 | 2:1 | 2:2 | 2:2 | 2:1 | 1:2 | 0:2 | 1:0 | 1:1 | 5:1 | 0:2 | 1:2 | 1:2 | 3:2 |     | 1:0 | 34  | 08 | 11 | 15 | 39:54 | 35     |
| Atlético Celaya          | 0:3 | 1:1 | 0:1 | 2:1 | 1:0 | 1:3 | 0:2 | 4:1 | 1:2 | 1:1 | 1:2 | 1:0 | 1:0 | 0:0 | 2:2 | 0:0 | 1:0 |     | 34  | 08 | 11 | 15 | 34:49 | 35     |

## Invierno 1997

### Liguillas

#### Viertelfinale
|                   | Gesamt |              | Hinspiel | Rückspiel |
| ----------------- | ------ | ------------ | -------- | --------- |
| CD Guadalajara    | 1:4    | Club América | 1:3      | 0:1       |
| Atlas Guadalajara | 1:5    | Cruz Azul    | 0:1      | 1:4       |
| Atlético Morelia  | 0:1    | CF Atlante   | 0:0      | 0:1       |
| Toros Neza        | 4:6    | Club León    | 1:0      | 3:6       |

#### Halbfinale
|              | Gesamt |           | Hinspiel | Rückspiel |
| ------------ | ------ | --------- | -------- | --------- |
| CF Atlante   | 1:2    | Cruz Azul | 1:1      | 0:1       |
| Club América | 2:3    | Club León | 1:0      | 1:3       |

#### Finale
Cruz Azul gewann die Meisterschaft durch zwei Strafstöße. Im Hinspiel erzielte Benjamín Galindo das spielentscheidende Tor in der 53. Minute ebenso vom Punkt wie im Rückspiel (in dem Missael Espinoza den Club León ebenfalls in der 53. Minute in Führung brachte) Carlos Hermosillo, der Cruz Azul in der 101. Minute durch sein Golden Goal zum Meister machte.
|           | Gesamt |           | Hinspiel | Rückspiel |
| --------- | ------ | --------- | -------- | --------- |
| Cruz Azul | 2:1    | Club León | 1:0      | 1:1 n. V. |

## Verano 1998

### Repechaje
|            | Gesamt |              | Hinspiel | Rückspiel |
| ---------- | ------ | ------------ | -------- | --------- |
| Puebla FC  | 3:5    | UAG Tecos    | 2:1      | 1:4       |
| Toros Neza | 3:6    | Club América | 1:2      | 2:4       |

### Liguillas

#### Viertelfinale
|               | Gesamt |                   | Hinspiel | Rückspiel |
| ------------- | ------ | ----------------- | -------- | --------- |
| UAG Tecos     | 4:5    | Atlas Guadalajara | 2:1      | 2:4       |
| CF Atlante    | 1:6    | Deportivo Toluca  | 0:1      | 1:5       |
| Santos Laguna | 1:2    | Club Necaxa       | 0:0      | 1:2       |
| Club América  | 3:2    | Cruz Azul         | 2:1      | 1:1       |

#### Halbfinale
|                   | Gesamt |                  | Hinspiel | Rückspiel |
| ----------------- | ------ | ---------------- | -------- | --------- |
| Atlas Guadalajara | 2:3    | Club Necaxa      | 1:2      | 1:1       |
| Club América      | 1:3    | Deportivo Toluca | 0:1      | 1:2       |

#### Finale
Nach seinem 2:1-Hinspielsieg vor eigenem Publikum versetzte der Club Necaxa dem Gastgeber Deportivo Toluca im Rückspiel gleich zu Beginn mit einem Doppelschlag einen herben Stoß, als er bereits nach zwei Minuten durch Treffer von José Luis Montes de Oca und Álex Aguinaga mit 2:0 in Führung lag. Doch bereits in der dritten Minute gelang Toluca der Anschlusstreffer durch Antonio Taboada, ehe im weiteren Verlauf der Partie jeweils zwei Treffer von José Manuel Abundis (35. und 52. Minute) und José Saturnino Cardozo (58. und 89. Minute) für einen 5:2-Sieg der Diablos Rojos und den Gewinn des vierten Meistertitels von Deportivo Toluca sorgten.
|             | Gesamt |                  | Hinspiel | Rückspiel |
| ----------- | ------ | ---------------- | -------- | --------- |
| Club Necaxa | 4:6    | Deportivo Toluca | 2:1      | 2:5       |